# Beris strobli
Beris strobli is een vliegensoort uit de familie van de Stratiomyidae. De wetenschappelijke naam van de soort is voor het eerst geldig gepubliceerd in 1968 door Dusek and Rozkosny.